# César Encalada Erráez
César Genaro Encalada Erráez (Pasaje, 20 de diciembre de 1953) es un empresario bananero y político ecuatoriano es el exalcalde de Pasaje 2014-2023.

## Biografía
Nació el 20 de diciembre de 1953 en Buenavista, Pasaje, provincia de El Oro.
Realizó sus estudios secundarios en la Escuela Abdón Calderón Garaicoa (Pasaje), Colegio Vicente Rocafuerte (Guayaquil) y los superiores en la Universidad de Washington Dc donde obtuvo el título de arquitecto.
En las elecciones de 2014 fue elegido alcalde de Pasaje para el periodo 2014-2019.
En las elecciones seccionales de 2019, triunfo en las elecciones para la alcaldía, derrotando a su oponente Erasmo Noblecilla Almeida, candidato del movimiento Partido Social Cristiano.